# Orizabus rawlinsi
Orizabus rawlinsi är en skalbaggsart som beskrevs av Roger Paul Dechambre 1993. Orizabus rawlinsi ingår i släktet Orizabus och familjen Dynastidae. Inga underarter finns listade i Catalogue of Life.